# Melocactus lemairei
Melocactus lemairei es una especie de planta fanerógama de la familia Cactaceae. 

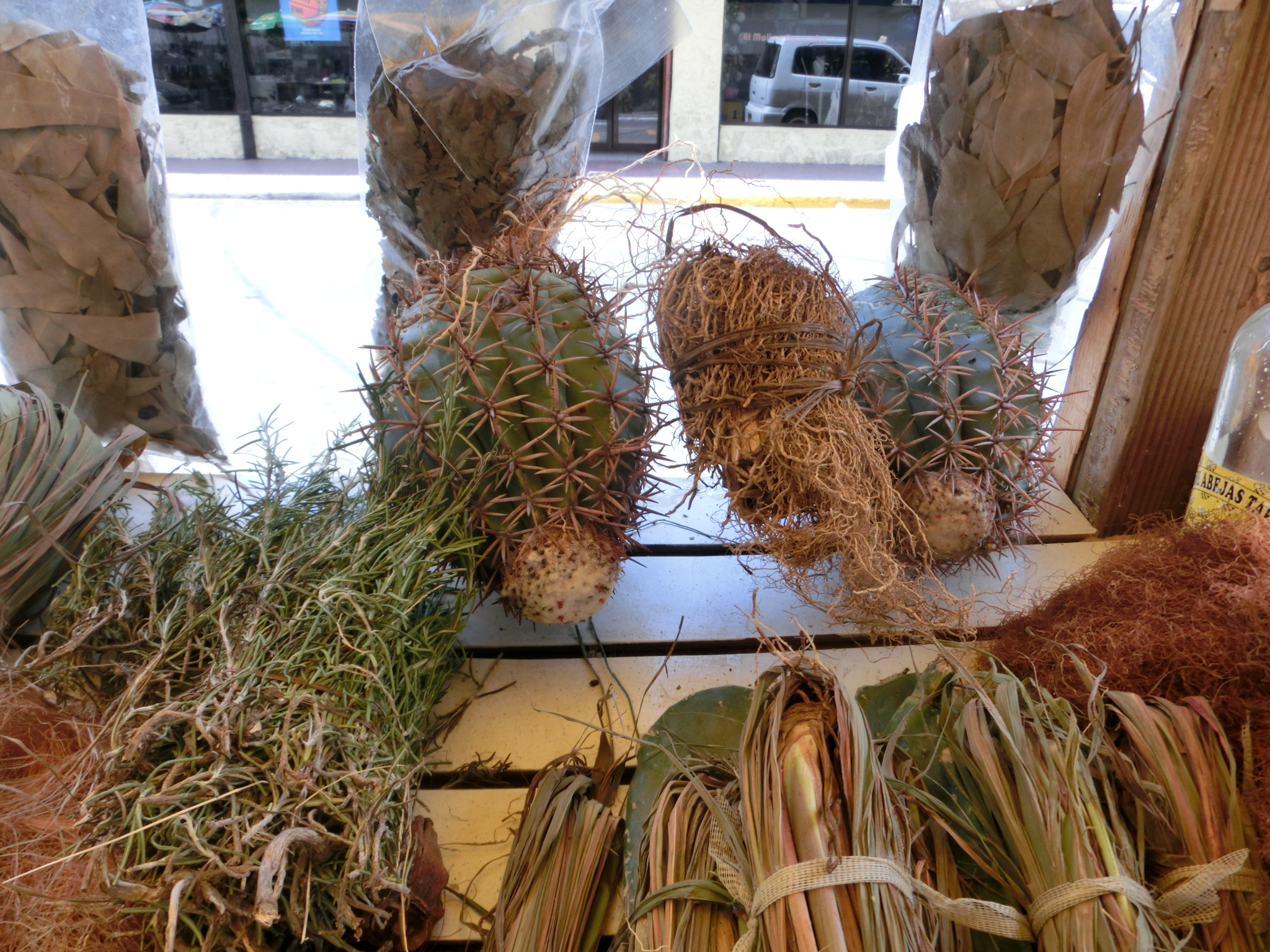
Vista de la planta

## Descripción
Melocactus lemairei es de color verde, cilíndrico o ligeramente piramidal que puede alcanzar un tamaño de hasta 20 centímetros de altura y de 20 a 30 centímetros de diámetro. Tiene nueve o diez costillas y areolas con ocho a diez espinas, de 2 a 3 cm de largo espinas, fuertes, algo aplanadas y de color amarillento a marrón. El cefalio compuesto de color marrón, y espina como cerdas y lana blanca  crece hasta 10 centímetros. Las flores son rosas y miden hasta 2 cm de largo y tienen un diámetro de 1,5 cm, sobresaliendo hasta 1,2 centímetros del cefalio. Las frutas de color rosa miden hasta 2 cm de largo.

## Distribución
Es endémica de La Española en Haití y República Dominicana.  Es una especie común en áreas localizadas.

## Taxonomía
Melocactus lemairei fue descrita por (Monv. ex Lem.) Miq. ex Lem. y publicado en L'Horticulteur Universel 1: 286–289, t. 35. 1840.
Etimología
Melocactus: nombre genérico, utilizado por primera vez por Tournefort, proviene del latín melo, abreviación de melopepo (término con que Plinio el Viejo designaba al melón). Se distingue de las demás cactáceas cilíndricas por tener un cefalio o gorro rojo, razón por la que los primeros españoles que llegaron a Sudamérica le llamaban "gorro turco".
lemairei: epíteto otorgado en honor del experto en cactus francés Charles Lemaire.
Sinonimia
- Echinocactus lemairei
- Cactus lemairei
- Melocactus hispaniolicus[3][4]